# Championnats d'Europe de taekwondo 1992
Navigation
Édition précédente Édition suivante
Les championnats d'Europe de taekwondo 1992 ont été organisés du 18 au 25 mai 1992 à Valence, en Espagne. Il s'agissait de la neuvième édition des championnats d'Europe de taekwondo.

## Podiums

### Masculins
| Épreuves | Or                            | Argent                        | Bronze                                            |
| -------- | ----------------------------- | ----------------------------- | ------------------------------------------------- |
| –50 kg   | Gergely Salim Danemark        | Harun Ateş Turquie            | Javier Argudo Espagne Vito Toraldo Italie         |
| –54 kg   | Gabriel Esparza Pérez Espagne | Abror Haider Danemark         | Sedat Bekdemir Turquie Marc Wennmann Allemagne    |
| –58 kg   | Josef Salim Danemark          | Kadir Yağız Turquie           | Ángel Alonso Ríos Espagne Leonard Glasnovic Suède |
| –64 kg   | Musa Çiçek Allemagne          | Ekrem Boyalı Turquie          | Spyros Badas Grèce Youssef Lharraki Danemark      |
| –70 kg   | José Santolaria Espagne       | Mustafa Elmalı Turquie        | John Kelly Royaume-Uni Ercan Özkuru Allemagne     |
| –76 kg   | Marcello Pezzolla Italie      | Antonio Pérez Acevedo Espagne | Eric Haeljcio France Sten Knuth Danemark          |
| –83 kg   | Mikaël Meloul France          | Ivan Brljevic Suède           | Jos Bouwhuis Pays-Bas Marcus Nitschke Allemagne   |
| +83 kg   | Oliver Schawe Allemagne       | José Luis Álvarez Espagne     | Cezmi Kizilay Turquie Ivan Radoš Croatie          |

### Féminins
| Épreuves | Or                       | Argent                       | Bronze                                             |
| -------- | ------------------------ | ---------------------------- | -------------------------------------------------- |
| –43 kg   | Gülnur Yerlisu Turquie   | Helle Panzieri Danemark      | Edurne Berrio Espagne Jolanthe Broll Allemagne     |
| –47 kg   | Elisabet Delgado Espagne | Arzu Tan Turquie             | Christelle Hjamdu France Kristina Persson Suède    |
| –51 kg   | Rosario Solís Espagne    | Döndü Şahin Turquie          | Trine Nielsen Danemark Cathrin Vetter Allemagne    |
| –55 kg   | Nuray Deliktaş Turquie   | Josefina López Espagne       | Stéphanie Dhaeye France Marianna Engrich Hongrie   |
| –60 kg   | Patricia Reynolds France | Minouchka Thielmann Pays-Bas | Judith Pirchmoser Autriche Karin Schwartz Danemark |
| –65 kg   | Sonny Seidel Allemagne   | Morfu Drosidu Grèce          | Brigitte Geffroy France Hellen Jakobsen Danemark   |
| –70 kg   | Coral Bistuer Espagne    | Anke Girg Allemagne          | Ayda Kendi Turquie Theanó Ketesidu Grèce           |
| +70 kg   | Sandra Martín Espagne    | Abbe Kıvrık Turquie          | Guethimani Orfanidu Grèce Anna Widehov Suède       |